# سفیدزنگول
سفیدزنگول، روستایی از توابع بخش کلیائی شهرستان سنقر در استان کرمانشاه ایران است.

## جمعیت
این روستا در دهستان آگاهان قرار دارد و براساس سرشماری مرکز آمار ایران در سال ۱۳۸۵، جمعیت آن ۷۵ نفر (۱۶خانوار) بوده‌است. در فصل تابستان با بازگشت بخشی از مردم روستا که به استان‌های همجوار یا قزوین مهاجرت کردند جمعیت روستا به ۱۸۰نفر می‌رسد.

## مذهب
مذهب اغلب اهالی روستا شیعه می‌باشد ولی با توجه به همجواری با روستاهای استان کردستان بصورت مسالمت آمیز با برادران و خواهران اهل سنت نیز دوستی و رفت آمد دارند.

## طبیعت
طبیعت بکر و مردمانی با اصالت و وجود چشمه ای پرآب سبب شده این روستا در فصل بهار و تابستان پذیرایی مهمانان از اقصی نقاط کشور باشد.

## افراد سرشناس
از نامداران این روستا می‌توان به آقای سید جلال اوسطی اشاره کرد که استاد دانشکده هنرهای زیبا می‌باشد که چندین مقاله در مجلات هنری معتبر جهان از باب هنر و انسان به چاپ رسیده‌است.